# Warzen-Wolfsmilch
Die Warzen-Wolfsmilch (Euphorbia verrucosa) ist eine Pflanzenart aus der Gattung Wolfsmilch (Euphorbia) innerhalb der Familie der Wolfsmilchgewächse (Euphorbiaceae).

## Beschreibung

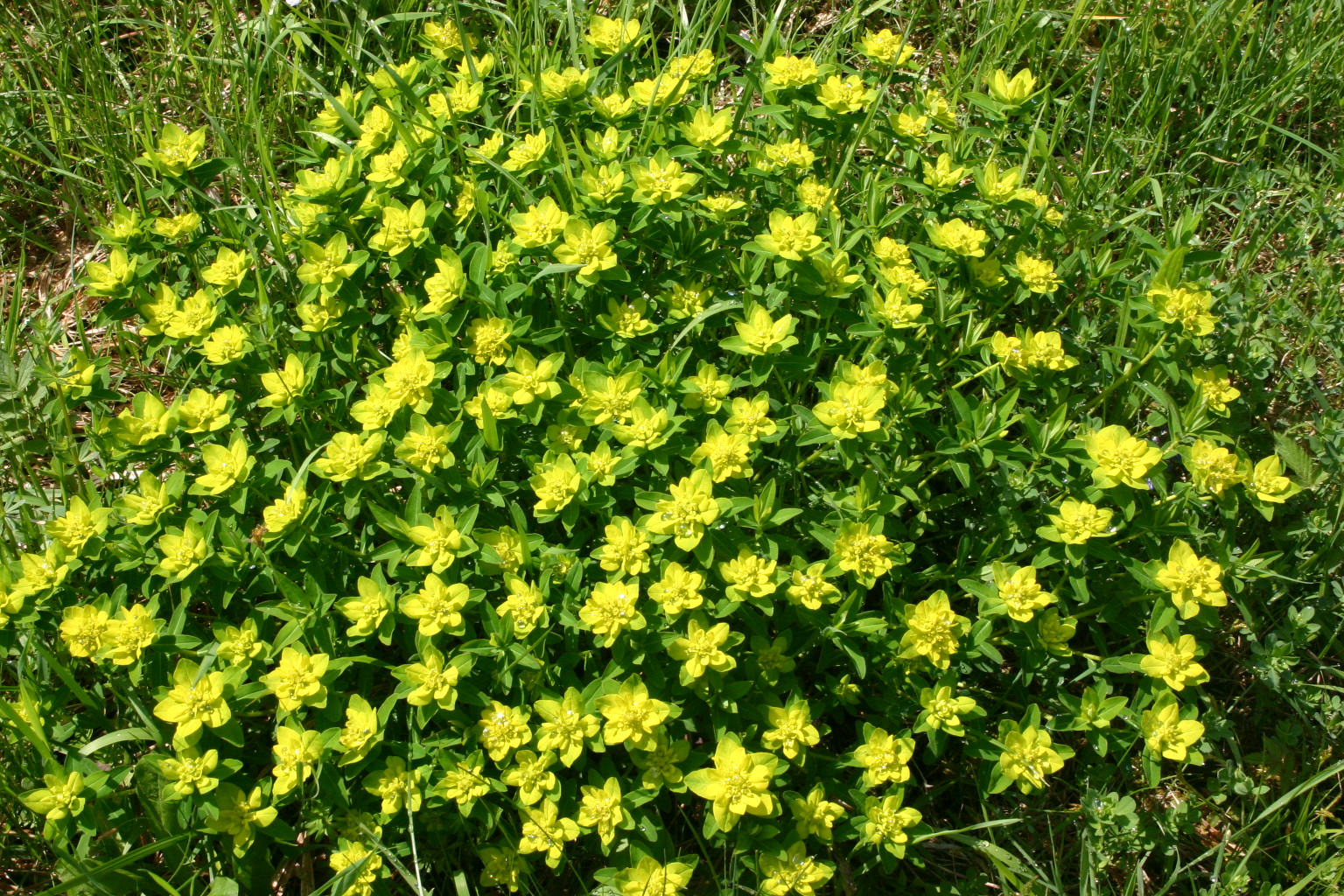
Habitus, Laubblätter und Blütenstände

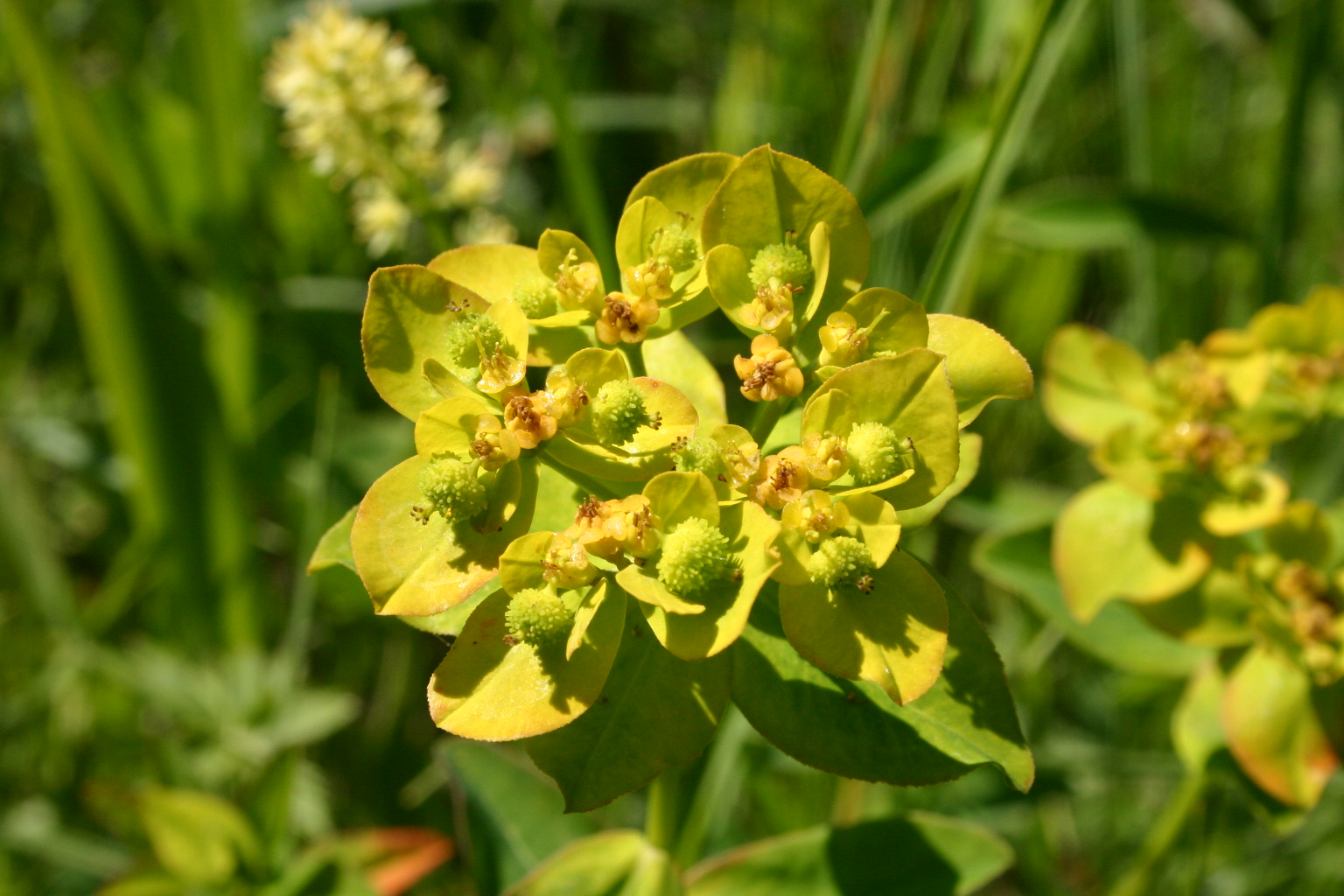
Blütenstand von oben

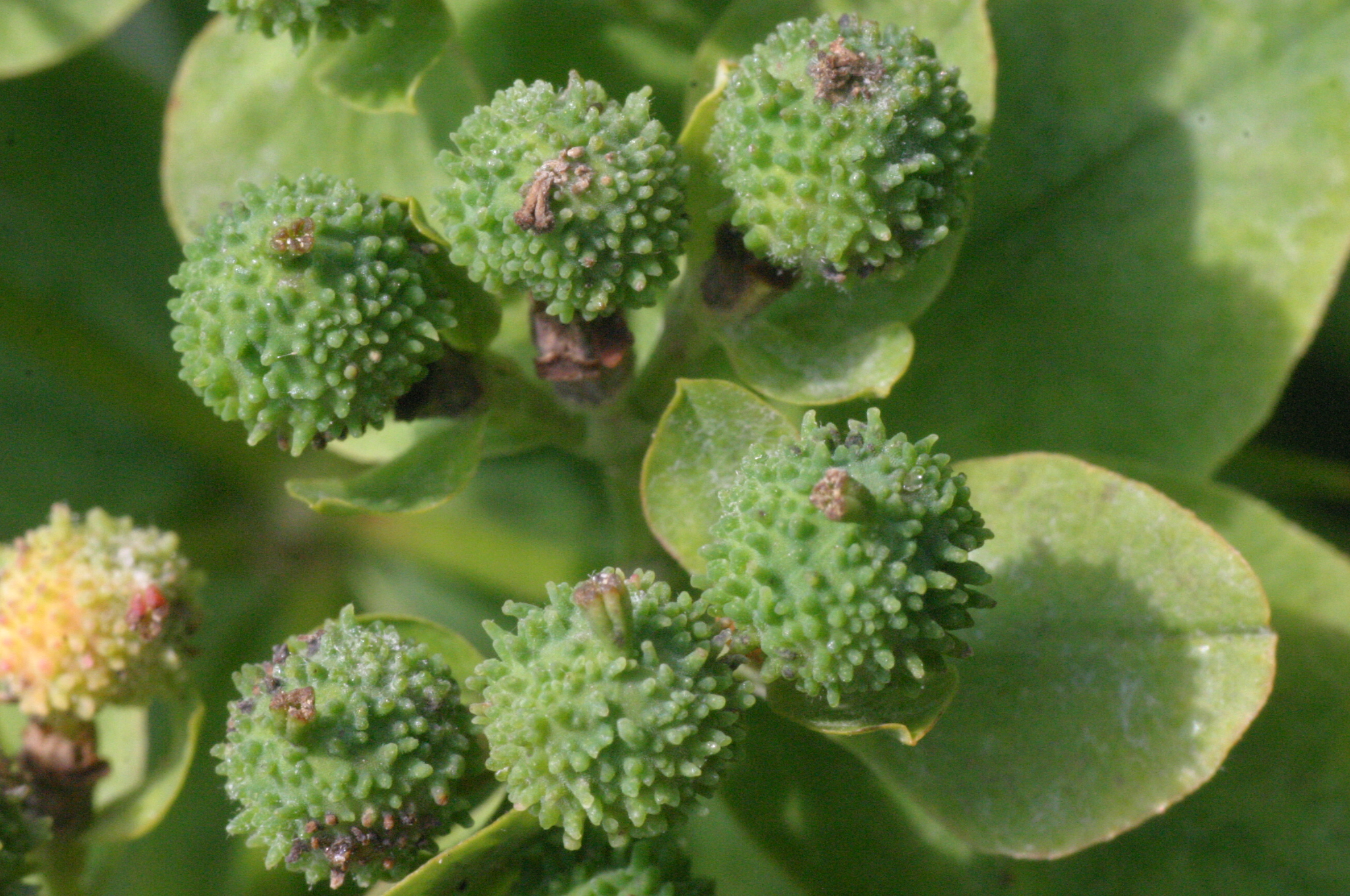
Fruchtstand

### Vegetative Merkmale
Bei der Warzen-Wolfsmilch handelt es sich um eine sommergrüne, ausdauernde, krautige Pflanze, die in der Regel Wuchshöhen von 30 bis 50 Zentimetern erreicht. Als Überdauerungsorgan wird ein senkrechtes und vielköpfiges Rhizom gebildet. Der Stängel wächst aufrecht und ist im unteren Teil oft rötlich oder purpurfarben überlaufen.
Die zahlreichen Stängelblätter sind praktisch ungestielt. Die Blattspreite ist bei einer Länge von 2 bis 4 Zentimetern sowie einer Breite von 0,7 bis 1,3 Zentimetern länglich-eiförmig und ganzrandig oder kleingesägt; entweder sind sie von Anfang an kahl oder verkahlen aber nach der Anthese.

### Generative Merkmale
Die Blütezeit erstreckt sich vorwiegend über die Monate Mai und Juni. Die Strahlen des fünfstrahligen trugdoldigen Blütenstandes sind zuerst dreifach und danach gabelig verzweigt. Die kurz gestielten Hüllchenblätter sind breit-elliptisch mit verschmälerten Grund und mehr oder weniger stumpfem oberen Ende. Die gelblichen bis gelb-bräunlichen Nektardrüsen sind oval. Das Cyathium ist 3 bis 4 Millimeter lang.
Die Kapselfrucht besitzt eine Länge von 3 bis 4 Millimetern und ist dicht mit halbkugeligen bis walzenförmigen Warzen besetzt.
Die Chromosomenzahl beträgt 2n = 14 oder 18.

## Ökologie
Bei der Warzen-Wolfsmilch handelt es sich um einen Hemikryptophyten.
Die Bestäubung erfolgt durch Insekten.
Die Samen werden durch Selbstausbreitung und durch Ameisen verteilt.

## Vorkommen
Das Verbreitungsgebiet von Euphorbia verrucosa erstreckt sich von Nordspanien bis Mittelfrankreich und vom südlichen Mitteleuropa bis zur Balkanhalbinsel. Es gibt Fundortangaben von Euphorbia verrucosa in Spanien, Frankreich, Italien, Schweiz, Österreich, Deutschland, Ungarn, in der früheren Tschechoslowakei, im früheren Jugoslawien, Albanien und Griechenland. In Belgien ist sie ein Neophyt.
In Deutschland kommt die Warzen-Wolfsmilch sehr zerstreut im südwestlichen und südlichen Gebiet vor. In Baden-Württemberg ist sie vor allem im Jura zu finden. In Österreich und der Schweiz kann man die Warzen-Wolfsmilch zerstreut in collinen bis submontanen Höhenstufen antreffen. Sie steigt in Bayern bis zu eine Höhenlage von 700 Meter, in Tirol bis 800 Meter auf.
Die Warzen-Wolfsmilch wächst auf Halbtrockenrasen. Sie gedeiht am besten auf mäßig trockenen und kalkreichen Böden. Sie ist ein Kalkzeiger. Sie ist in Mitteleuropa eine Charakterart des Verbandes Mesobromion.
Die ökologischen Zeigerwerte nach Landolt et al. 2010 sind in der Schweiz: Feuchtezahl F = 2+w (frisch aber mäßig wechselnd), Lichtzahl L = 4 (hell), Reaktionszahl R = 4 (neutral bis basisch), Temperaturzahl T = 4+ (warm-kollin), Nährstoffzahl N = 2 (nährstoffarm), Kontinentalitätszahl K = 2 (subozeanisch).

## Taxonomie
Die Erstveröffentlichung von Euphorbia verrucosa erfolgte 1753 durch Carl von Linné in Species Plantarum, Tomus I, S. 459. Ein Synonym von Euphorbia verrucosa L. ist Euphorbia brittingeri Opiz ex Samp.